# Смарт, Элизабет (активистка)
Элизабет Энн Гилмор (англ. Elizabeth Ann Gilmour, урождённая Смарт (Smart); род. 3 ноября 1987 года) — американская активистка по безопасности детей и комментатор ABC News. Впервые она привлекла внимание своей страны когда ей было 14 лет — Элизабет была похищена из своего дома в Солт-Лейк-Сити мормоном Брайаном Дэвидом Митчеллом. Митчелл и его жена Ванда Барзи держали девочку в плену 9 месяцев, пока её не спасли полицейские на улице в Санди.
Повзрослев, Элизабет Смарт стала активисткой и защитником пропавших без вести. Её жизнь и похищение стали предметом многочисленных нехудожественных книг и фильмов.

## Биография

### Ранняя жизнь
Элизабет Энн Смарт родилась 3 ноября 1987 года в городе Солт-Лейк-Сити, штат Юта, США, в семье Эдварда «Эда» и Лоис Смарт. Её семья была частью Церкви Иисуса Христа Святых последних дней с четырьмя братьями и одной сестрой; она — второй по старшинству ребёнок в семье. Элизабет училась в средней школе Брайанта и Восточной средней школе в Солт-Лейк-Сити. Позже поступила в Университет Бригама Янга, где получила степень бакалавра музыки по игре на арфе.

### Похищение и спасение
5 июня 2002 года Элизабет была похищена из спальни в доме своей семьи в Солт-Лейк-Сити. В течение следующих девяти месяцев Смарт насиловали, связывали и угрожали смертью, если она попытается сбежать. Элизабет была спасена полицейскими 12 марта 2003 года на улице в городе Санди, штат Юта, в 18 милях (29 км) от её дома. Двое свидетелей узнали похитителей Брайана Дэвида Митчелла и Ванду Илин Барзи из эпизода America's Most Wanted.

В 2010 году Барзи была приговорена к 15 годам лишения свободы в федеральной тюрьме за участие в похищении, однако 19 сентября 2018 года она была освобождена досрочно. Митчелл был признан вменяемым, хотя судебные психологи диагностировали у него диссоциальное и нарциссическое расстройство личности, и в 2011 году он был приговорён к пожизненному заключению.
Похищение и спасение девочки широко освещались и стали предметом нехудожественных книг «Возвращение Элизабет домой» и «Все на виду: поразительная правда, стоящая за расследованием Элизабет Смарт», а также телевизионных фильмов «История Элизабет Смарт» (2003), «Я — Элизабет Смарт» (2017) и «Элизабет Смарт: автобиография» (2017).

### Активизм и журнализм
Через месяц после освобождения Элизабет Смарт штат Юта заменил существовавшую тогда систему Rachael Alert на общенациональную систему оповещения о похищении детей AMBER Alert, это сделали в рамках общенациональных законодательных изменений. Хотя Rachael Alert и была отменена, эта система работала успешно за два года с момента введения.
«Сегодня по Элизабет была запущена AMBER Alert, в то время как она попросила видеозапись [оповещения] в моём офисе. После просмотра оповещения Элизабет спросила, почему закон не принят, когда он спасает жизни стольких детей… Я не мог дать ей ответ».

— Раздел открытого письма, направленного Эдвардом, Лоис и Элизабет Смарт в Палату представителей США, 18 марта 2003 года
8 марта 2006 года Смарт выступила в Конгрессе США в поддержку законодательства о сексуальных хищниках и системы AMBER Alert. 26 июля выступила после подписания закона Адама Уолша.
В мае 2008 года Элизабет ездила в Вашингтон, где представила книгу «Ты не один», изданную Министерством юстиции США.
В 2011 году Смарт основала Фонд Элизабет Смарт, цель которого — «вселить надежду и положить конец виктимизации и эксплуатации сексуального насилия посредством профилактики, восстановления и адвокации».